# 拉米罗·巴尔德斯
拉米罗·巴尔德斯·梅嫩德斯（西班牙語：Ramiro Valdés Menéndez；1932年4月28日—）是古巴政治人物。现任古巴共产党中央政治局委员，现任古巴国务委员会第二副主席（原副元首、现为国务委员会机构第二副领导人）、古巴共和国副总理。

## 生平
1932年4月28日生于阿尔特米萨市。1953年7月26日参加了以菲德尔·卡斯特罗为首的游击队攻打蒙卡達兵營行動，失败后参与了革命组织七二六運動的创建。是格拉玛号远征队中为数不多的幸存成员之一
。1965年被选入古巴共产党中央政治局，任内政部长，1969年被免职，1978年再次担任内政部长。
1983年3月7日获授捷克斯洛伐克社会主义共和国颁发的友谊勋章。
1985年被解除内政部长和政治局委员职务。1990年代起开始分管古巴电信业和IT行业，2006年8月31日至2011年担任古巴通信和信息化部部长。2009年当选古巴国务委员会副主席、部长会议副主席，2011年4月在古巴共产党第六次全国代表大会上连任中央政治局委员。2018年在古巴第九届全国人民政权代表大会上连任副主席。
2018年9月7日与中華人民共和國副主席王岐山在钓鱼台国宾馆会晤。